# Stazione di Higashi-Murayama
La stazione di Higashi-Murayama (東村山駅?, Higashi-Murayama-eki) è una stazione ferroviaria della città di Higashimurayama, nell'area metropolitana di Tokyo, ed è servita dalle linee Shinjuku, Kokubunji e Seibu-en delle Ferrovie Seibu, a circa 26 km di distanza dal capolinea di Seibu-Shinjuku.

## Linee
Ferrovie Seibu
● Linea Seibu Shinjuku
● Linea Seibu Kokubunji
● Linea Seibu Seibu-en

## Struttura
La stazione si trova in superficie ed è dotata di tre marciapiedi a isola con sei binari totali passanti, collegati al fabbricato viaggiatori da scale fisse, mobili e ascensori.
| 1-2 | ● Linea Seibu Kokubunji | per Kogawa e Kokubunji                           |
| 3   | ● Linea Seibu Shinjuku  | per Tokorozawa, Haijima e Hon-Kawagoe            |
| 3   | ● Linea Seibu Seibu-en  | per Seibu-en                                     |
| 4   | ● Linea Seibu Shinjuku  | per Tokorozawa, Haijima e Hon-Kawagoe            |
| 5-6 | ● Linea Seibu Shinjuku  | per Kami-Shakujii, Takadanobaba e Seibu-Shinjuku |

## Stazioni adiacenti
| «                              | Servizio             | »                    |
| Linea Seibu Shinjuku           | Linea Seibu Shinjuku | Linea Seibu Shinjuku |
| ------------------------------ | -------------------- | -------------------- |
| Kumegawa                       | Locale               | Tokorozawa           |
| Kumegawa                       | Semiespresso         | Tokorozawa           |
| Kumegawa                       | Espresso             | Tokorozawa           |
| Tanashi←                       | Espresso pendolari   | ← Tokorozawa         |
| Linea Seibu Kokubunji/Seibu-en |                      |                      |
| Kogawa                         | Locale               | Seibu-en             |